# Mike Tagg
Mike Tagg (Reino Unido, 13 de noviembre de 1946) fue un atleta británico especializado en la prueba de 10000 m, en la que consiguió ser subcampeón europeo en 1969.

## Carrera deportiva
En el Campeonato Europeo de Atletismo de 1969 ganó la medalla de plata en los 10000 metros, corriéndolos en un tiempo de 28:43.2 segundos, llegando a meta tras el alemán Jürgen Haase y por delante del soviético Nikolay Sviridov (bronce con 28:45.2 segundos).